# Det mexicanske køkken
Det mexicanske køkken er kendt for sin kogekunst med intens og varierende smag, farverige dekorationer og variationer af krydderier som blandt andet inkluderer chili, spidskommen, oregano, koriander, epazote[kilde mangler], kanel, kakao og en masse mere. Desuden indeholder retterne ofte chipotle-jalapeñoer, løg og hvidløg.
Det meste af nutidens mexicanske mad er baseret på blandt andet den ældre aztekiske og mayanske madtradition kombineret med spansk madtradition.